# Vetelino Nau
Pour les articles homonymes, voir Nau.
Vetelino Nau est un homme politique français, membre de l'Union pour Wallis-et-Futuna (UPWF), un parti de gauche. 
Enseignant, il est élu conseiller territorial en 1997. Il est élu le 4 avril 2012 président de l'Assemblée territoriale des îles Wallis-et-Futuna, succédant à Pesamino Taputai.
À la suite d'un changement d'alliance de non-inscrits au profit de l'opposition de droite et du centre, Vetelino Nau perd la présidence lors du renouvellement du bureau du 28 novembre 2012. À la suite d'une élection partielle, il redevient membre du bureau exécutif comme 1er secrétaire.